# First African Methodist Episcopal Church of Los Angeles

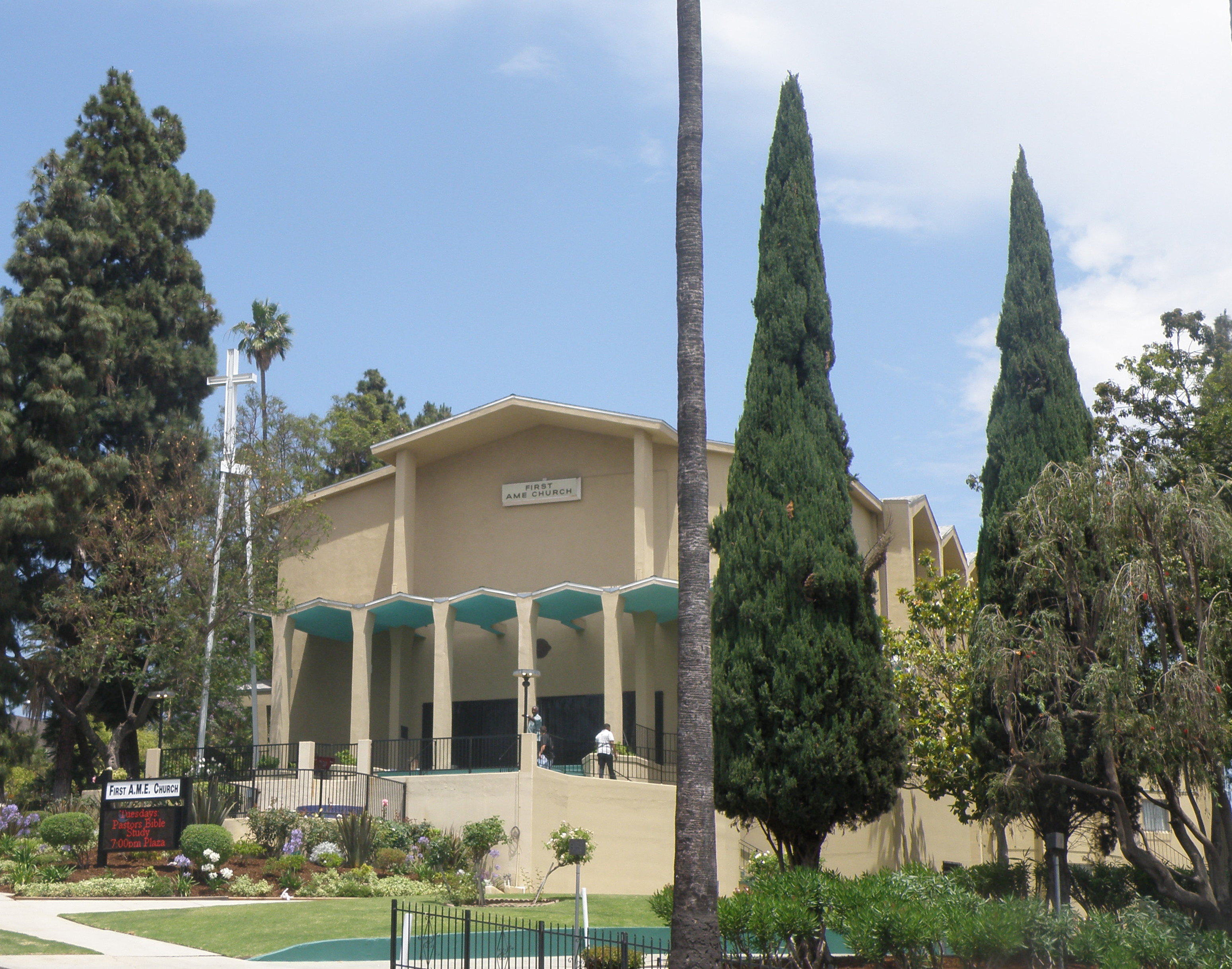
Die First African Methodist Episcopal Church of Los Angeles 2009.

Die First African Methodist Episcopal Church of Los Angeles (auch First AME oder FAME abgekürzt) ist eine zur African Methodist Episcopal Church gehörende Megakirche in Los Angeles. Die 1872 gegründete Kirchengemeinde umfasst heute etwa 19.000 meist afroamerikanische Gläubige. Die First AME ist die erste in Los Angeles von Afroamerikanern gegründete Kirche. Geleitet wird die Kirche durch  Senior Pastor J. Edgar Boyd.

## Geschichte
Gegründet wurde die Kirche 1872 durch Bridget „Biddy“ Mason, einer ehemaligen Sklavin und erfolgreichen Geschäftsfrau, und ihrem Schwiegersohn Charles Owens. Die Gemeinde begann mit zwölf Gemeindemitgliedern. 1904 umfasste die Kirchengemeinde unter Pastor Jarrett E. Edwards mehr als 400 Gemeindemitglieder.
Im Jahr 1977 hatte die FAME Church 300 aktive Gemeindemitglieder. In dem Jahr wurde Cecil L. Murray zum ersten Pastor der Kirche berufen. Unter seiner Leitung vergrößerte sich die Gemeinde auf 17.000 Mitglieder.
1993 kam es  zu Verhaftungen von sogenannten Fourth Reich Skinheads, die Anschläge unter anderem gegen die First African Methodist Episcopal Church geplant hatten. Ziel des Anschlages sollte die Herbeiführung eines Krieges zwischen "Rassen" sein.
Seit Dezember 2010 unterstützt die First African Methodist Episcopal Church Michelle Obamas Let's Move-Kampagne gegen Übergewicht bei jugendlichen Amerikanern.

## Gebäude
Die Gemeinde der First African Methodist Episcopal Church traf sich zunächst im Wohnhaus von Biddy Mason. Sie erhielt dann ein bescheidenes Gebäude in der Azusa Street. 1904 zog die Gemeinde in ein repräsentativeres Gebäude unter der Adresse 801 Towne Avenue. In den 1940ern wurde dieses Gebäude nach Plänen des Architekten Paul R. Williams erheblich erweitert. Das Gebäude wurde durch die Stadt Los Angeles in deren Historic-Cultural Monument List aufgenommen, wurde aber 1972 abgerissen.
Das heutige Gebäude wurde 1964 nach Plänen des afroamerikanischen Architekten Paul R. Williams im Stadtteil West Adams errichtet. An der dem Beginn der Bauarbeiten nahmen Persönlichkeiten wie Marlon Brando und Tony Curtis teil.